# Bachcheh Jīk
Bachcheh Jīk (persiska: بَچِهجيك, بچّه جیک, Bachehjīk) är en ort i Iran.   Den ligger i provinsen Västazarbaijan, i den nordvästra delen av landet, 600 km väster om huvudstaden Teheran. Bachcheh Jīk ligger 1 928 meter över havet och antalet invånare är 569.
Terrängen runt Bachcheh Jīk är huvudsakligen kuperad, men västerut är den platt. Runt Bachcheh Jīk är det ganska tätbefolkat, med 185 invånare per kvadratkilometer. Närmaste större samhälle är Ḩammāmlār, 17,8 km öster om Bachcheh Jīk. Trakten runt Bachcheh Jīk består i huvudsak av gräsmarker.